# 源氏物語礼讃歌
「源氏物語礼讃歌」（げんじものがたりらいさんか）は、与謝野晶子による『源氏物語』の各帖を詠み込んだ、54首からなる和歌の連作である。

## 概要
「源氏物語礼讃歌」とは、与謝野晶子による源氏物語の各帖の情景を詠み込んだ54首（一部例外あり）からなる和歌の連作である。
「源氏物語の各帖を詠み込んだ和歌」としては、各帖の巻名をその中に詠み込んだ「源氏物語巻名歌」と呼ばれるものが古くから多くの人々によって作られてきた。与謝野晶子のこの作品は、巻名を含んでいる和歌もいくつか含まれてあるものの、多くの和歌は巻名を含んでいない。
『源氏物語』の影響が認められる歌を多数作った与謝野晶子が、生前に『源氏物語』を主題としてまとめたものとしては唯一の連作である。1924年（大正13年）5月刊行の19番目の歌集『流星の道』（新潮社刊行）の冒頭に「絵巻のために 源氏物語」として収められているが、1938年（昭和13年）10月から1939年（昭和14年）9月に金尾文淵堂から出版された与謝野の『新新訳源氏物語』にも、各帖の冒頭に本作が付されている。
このような印刷物として残されたもののほかに「一点もの」として、屏風・色紙・短冊などに揮毫されたものもいくつか残されている。それらの内容は大体において同じながらすこしずつ異なっており、本作は長年にわたってくり返し推敲を加えられていた「成長・発展していく作品」であったと見られる。
2つ（関東大震災のために公表されることなく失われたものを含めると3つ）の『源氏物語』の現代語訳（与謝野晶子訳源氏物語）、『源氏物語』や紫式部について考察したさまざまな論考、晶子の生前には公表されることのなかった「梗概源氏物語」などと並んで、『源氏物語』に関係する晶子の業績の一つとして挙げられる。

## 与謝野晶子の和歌と源氏物語
生涯で5万首ともいわれる多作な歌人である与謝野晶子が詠んだ和歌の中には、さまざまな形で『源氏物語』の影響が認められるとされる。これらの和歌を「源氏物語とのかかわりの現れ方」という点から分類すると、
- 「源氏物語」または「源氏」という語を詠み込んだ歌[5]。
- 『源氏物語』に登場する人物の名前を詠み込んだ歌[6]。
- 『源氏物語』の巻名を詠み込んだ歌[7]。
- 『源氏物語』に登場する用語を詠み込んだ歌[8]。
- 『源氏物語』に登場する地名を詠み込んだ歌[9]。
- 『源氏物語』の情景を踏まえている歌。

などとなり、このような形で『源氏物語』の影響が認められるものが数多くある。これらの『源氏物語』の影響が認められる和歌は、晶子の歌集や雑誌などの発表媒体に1首または数首づつばらばらに含まれており、まとまって含まれるものは、晶子の没後にその高弟であった平野万里が『晶子秀歌選』を編纂した際に、『源氏物語』の影響が認められる和歌67首をまとめて「源氏振り」と命名してまとめたものくらいである。そのような中で、晶子による『源氏物語』をテーマとして詠まれた和歌がまとめられている唯一の連作が「源氏物語礼讃歌」である。

## 名称
この歌の連作は、与謝野晶子自身によっても
- 「源氏物語礼讃」（第二期『明星』）
- 「絵巻のために 源氏物語」（第19歌集『流星の道』）
- 「源氏の歌」（「新新訳源氏物語完成記念祝賀会」の案内文）
- 「源氏物語の巻々を詠める短歌五十四首」 正宗敦夫旧蔵天理大学天理図書館蔵歌帖

他さまざまな名称がつけられているが、晶子の研究者はおおむねこれを「源氏物語礼讃歌」「源氏礼讃歌」「源氏礼讃」などと呼んでいる。

## 成立と発展の歴史

### 成立のきっかけ
かつてはこの讃歌は、藤原定家の『源氏物語巻名歌』の影響を受けたものと考えられていたが、晶子自身の書簡の記述により、小林一三の自宅に招かれた際に見て感動を受けた「上田秋成の源氏五十四帖の歌の屏風」の影響によって作られるようになったことが明らかになった。
与謝野鉄幹と晶子の夫妻は、自身の生活や借金返済等のために地方へ赴いて、人々の求めに応じて（対価を得た上で）自身の和歌を屏風・色紙・短冊などに揮毫する「歌行脚」を、生涯に何度か行っている。この「歌行脚」の最初のものは、欧州行きの資金を集めるために1917年（大正6年）5月28日から7月9日までの間、関西及び九州の各地に滞在して行われたものであった。
小林一三は、この歌行脚の途中で小林天眠宅に滞在していた与謝野夫妻を自宅に招待したらしく、一三の没後にその蒐集物を管理している池田文庫に残されている与謝野晶子の1917年（大正6年）6月4日付小林一三宛書簡によると、晶子はこの招待に対して「8日か11日ならば」と返事しており、正確な日付不明ながらこの後間もなく小林一三邸を訪れたと見られる。このとき晶子は、小林一三が1917年（大正6年）4月に購入したばかりの「上田秋成の源氏五十四帖の歌の屏風」を見て感動を受けたらしく、逸翁美術館に残る「源氏物語短冊五十四枚」に付された1920年（大正9年）1月25日付小林一三宛与謝野晶子書簡において「いつか自分もあのようなものを作りたいと思った」と述べている。

### 最初の源氏物語礼讃歌
与謝野晶子の1917年（大正6年）6月4日付小林一三宛書簡によると、晶子自身は小林一三に送った和歌短冊について「昨年末にある人から頼まれて作ったものに推敲を重ねたものがこれである」としており、また与謝野夫妻の次男与謝野秀の回想録『縁なき時計 続欧羅巴雑記帳』の中の「花菱草」の章によると、大正7年か8年の年末に『中央公論』編集主幹の瀧田樗陰が与謝野宅に屏風を持ってやってきて晶子に屏風に源氏物語の和歌を揮毫することを依頼して承諾を受け、晶子が最初ノートに書き付けて推敲し、「明後日の夜までに」という約束で1919年（大正8年）12月30日の朝に受け取りに来た瀧田樗陰を待たせて屏風に清書して作られたとされている。「最初ノートに書き付けて推敲した」ことなどから、この種の讃歌で最初に作られたのはこのときのものであると考えられている。
その後、翌年1月になって作られて小林一三宛に送られ、現在逸翁美術館において「源氏物語短冊五十四枚」として所蔵されているものが、作成の経緯などから見ても、現存する中では最も制作時期が早いと見られていた。しかし、もともと正宗敦夫に送られ、現在天理大学附属天理図書館の所蔵となっている歌帖「源氏物語の巻々を詠める短歌五十四首」が、「大正己未（＝1919年（大正8年））夏」の日付を持つことから、晶子や秀の証言に反して、より古い成立である可能性があるとも考えられている。これについては、晶子自身の書簡の記述や秀の記憶が誤っているとは考え難いことと、天理図書館所蔵本の本文が逸翁美術館所蔵本の本文よりむしろ、それ以後に作られたとされる京都府立総合資料館小林天眠文庫所蔵本の本文に近いことを考えると、天理図書館本は1920年（大正9年）以降の成立であり、「大正己未（＝1919年（大正8年））夏」とされる干支は「書き誤られた」と考えるべきなのではないかとする見方もある。

### 一点ものとしての源氏物語礼讃歌
与謝野晶子は当初、この「源氏物語礼讃歌」を活字化するつもりはなかったらしく、先の大正9年1月25日付小林一三宛与謝野晶子書簡には「私の死後、遺稿集でも出すときに入れて欲しい」といった記述がある。その後この「源氏物語礼讃歌」は、「屏風」・「短冊」・「歌帖」・「巻物」などさまざまな形態での配布が行われたものの、これらはいずれもそれぞれ「一点もの」として作られ、ごく親しい人に個人的に送るためのものであった。
1920年（大正9年）3月11日付け小林天眠宛の与謝野晶子書簡によれば、歌人でもある九条武子にも送られていたと考えられる。
1920年（大正9年）春になって、与謝野夫妻の最大のスポンサーである小林天眠に送られたものもあり、これは晶子和歌短冊『源氏物語五十四帖』（大正9年春4月日付）として、現在京都府立総合資料館の小林天眠文庫の所蔵となっている。なお、この短冊について、晶子が「柏木」巻の和歌を書いた際に書き損じてしまい、同じ料紙が手に入らなかったためこの1枚だけ別の料紙に書いて送ったが、後に同じ料紙が手に入ったとして書き直して送っている。この2つの和歌短冊は、料紙が異なるだけでなく、和歌そのものが当初送られたと見られる和歌が「死ぬ日にも罪むくひど知るきはの涙に似ざる火のしづくおつ」、後に改めて送られたと見られる和歌が「二ごころ誰先づもちて恋しくも淋しき夜をばつくり初めけん」と、それぞれ全く異なるものになっている。小林天眠は当初送られてきた短冊と後で送られてきた短冊との両方を保存したため、現在も京都府立総合資料館の小林天眠文庫所蔵の晶子和歌短冊『源氏物語五十四帖』には柏木の和歌短冊が2巻含まれている。なお、京都府立総合資料館の小林天眠文庫には、この他に制作年月日不明の晶子歌帖『源氏物語礼讃』も所蔵されている。
1921年（大正10年）11月発行の第2期『明星』第4巻第2号には、「与謝野夫人作歌並書」である『源氏物語礼讃』の広告が掲載されている。これは「平安朝文学に精通し『源氏』、『栄華』の両物語の味解において現代の第一人者たる与謝野夫人」が「源氏物語の各帖を賛美して54首の歌を作り、これを自ら色紙に書して優麗香雅なる高島屋特製の豪華な装丁を施した「空前の一大歌帖」を桐箱に入れたもの」とされており、これを希望する申込先着者1名に限り価格350円にて頒布する旨の広告が掲載されている、これは実際に申込先着者に販売されたという。同種の広告は1939年（昭和14年）9月発行の『冬柏』にも掲載されている。
1934年（昭和9年）1月25日付け与謝野鉄幹の菅沼宗四郎宛書簡には、「石井、正宗、山下三氏の絵に讃歌を認め候」とあり、石井冬拍らの絵にしたためたものもあったと見られる。
1939年（昭和14年）10月に開催された「新新訳源氏物語完成記念祝賀会」の案内においても、54首のうちいずれか1首の揮毫された短冊が金5円、全54首すべてが揮毫された巻物が金100円、特別仕立の巻物を金200円にて販売する旨記されている。これは晶子の高弟平野万里の発案によるものであり、このとき販売された巻物のひとつは堺市博物館の所蔵に、このときは屏風に仕立てたものもつくられたらしく、その一つは現在神戸親和女子大学付属図書館の所蔵になっている。また、紫式部の邸宅跡である京都市上京区の廬山寺にも巻物が寄贈されており、これも1939年（昭和14年）の晶子による書とみられている。

### 印刷物に収められた源氏物語礼讃歌
上記のように「一点もの」が数多く作られていく中で、当初の「活字化しない」という方針に反して1922年（大正11年）1月刊行の第2期『明星』第1巻第3号の冒頭に「源氏物語礼讃」として掲載され、初めて活字化される。

#### 流星の道
さらに1924年（大正13年）5月刊行の第19歌集『流星の道』（新潮社）の中261から289に『太陽』大正11年6月増刊号に「『栄華物語』絵巻に」として掲載された『栄華物語』21首、『人間』大正10年6月号に「をりをりの歌」として掲載された『平家物語』5首とともに「絵巻のために 源氏物語 栄華物語 平家物語」として掲載された。本作が、当初の「活字化しない」という方針に反して歌集に収録され広く知られるように方針が変更されたことの理由として、歌集『流星の道』が与謝野晶子としての関東大震災（1923年（大正12年）9月1日発生）後の最初の出版物であり、震災の影響、特にこの震災によって晶子が長年にわたって書き続けてきた『源氏物語』講義の原稿が失われたことの影響が指摘されている。
『流星の道』は与謝野晶子自身が編集に関わり、1933年（昭和8年）10月に刊行された改造社版の『与謝野晶子全集』の第3巻に収録されているが、このときには漢字と仮名の使い分けなどが一部変更されている。

#### 新新訳源氏物語
このようにして形成されてきた「源氏物語礼讃」は、1938年（昭和13年）10月から1939年（昭和14年）9月にかけて金尾文淵堂から出版された与謝野晶子の『新新訳源氏物語』の各帖の冒頭をかざることとなった。なお、『新新訳源氏物語』には、和歌に「晶子」との署名が付されていることから『源氏物語』の原文に存在するものではなく与謝野晶子が付け加えたものであることは分かるものの、これらの和歌を書き加えた理由も、これらの和歌が『明星』や『流星の道』に掲載されていたものとほぼ同じものであることの説明も一切ない。また『新新訳源氏物語版』では
- 『新新訳源氏物語』において夕霧巻は昭和14年2月刊行の第4巻の「夕霧」と昭和14年6月刊行の第5巻の「夕霧二」に分けて収録されており、それぞれの巻頭に異なる和歌が付されている。
- 本文の存在しない雲隠巻のためにも和歌が作られている

といった違いがあるため、他の版より和歌の数が2首多く、全部で56首となっている。
初版では、各帖の冒頭に晶子自筆の和歌が記された色紙の写真が掲載されており、第3巻以降では色紙の次の頁に活字の形で和歌が掲載されている。色紙に記された和歌にはルビは一切記されていないが、翻刻された和歌には『新新訳源氏物語』の本文と同様総ルビとなっている。また色紙に記された和歌と翻刻された和歌は同じであるが、ただ一箇所、匂宮巻において「春（はる）の日（ひ）の光（はかり）の名残（なごり）花（はな）ぞのに匂（にほ）ひ薫（かを）るとおもほゆるかな」が色紙では「薫るおもほゆるかな」となっており、「と」一文字が欠けている。
この『新新訳源氏物語』が完結したことを記念して1939年（昭和14年）10月に開催された「新新訳源氏物語完成記念祝賀会」において『源氏物語礼讃』として参加者に配布された印刷物に収められた。
『新新訳源氏物語』は晶子の没後、さまざまな出版社から刊行されたが、その本文は細かな部分でしばしば晶子自身によるオリジナル版の『新新訳源氏物語』とは異なっている。角川文庫版ではその本文について「新字新かなに直した」と注記されているが、「中には文法的におかしかったり意味が変わってしまったりしているような「改竄」と行っていいような改悪もある」との批判もある。また『新新訳源氏物語』は、角川文庫版以外にも三笠書房、日本書房、河出書房（河出書房新社）などから出版されており、漢字表記や仮名遣い等の手直しをそれぞれ独自に行っているが、これらにもそれぞれ問題が含まれていると指摘されている。

## 内容とその変遷
与謝野晶子は1942年に死去しており、その作品は1993年に著作権の保護期間が満了してパブリック・ドメインで利用できるため、以下その内容を掲載する。
内容の変化については、
- 全く別のものになっている場合
- 一部にそのままの語句を残しながらも一部が全く異なる語句に入れ替わっている場合
- 語句は同じであるが表記が変えられている場合

があり、この表記の変化については
- 漢字表記がかな表記になったり、かな表記が漢字表記に変更されている場合
- 「川」と「河」、「皮」と「革」等使用する漢字が同じ意味の別の漢字に変更されている場合
- 「こころ」等といった仮名の繰り返しがある場合に踊り字を使うかどうかが変更されている場合
- 仮名遣いが旧仮名遣いか新仮名遣いかが変更されている場合
- 漢字にルビを付けるか付けないかが変更されている場合

がある。
以下、巻ごとに概ね成立・発表の時期順に並べる。
- 逸 小林一三旧蔵逸翁美術館蔵「源氏物語短冊五十四枚」 （大正9年1月25日）[50][51][52]
- 天 小林天眠旧蔵京都府立資料館天眠文庫蔵晶子和歌短冊『源氏物語五十四帖』（大正9年春4月）[53][54]
- 眠 小林天眠旧蔵京都府立資料館天眠文庫蔵晶子歌帖『源氏物語礼讃』[55][56]
- 理 正宗敦夫旧蔵天理大学天理図書館蔵歌帖「源氏物語の巻々を詠める短歌五十四首」「大正巳未夏」[57]
- 明 第二期「明星」第一巻第三号掲載「源氏物語讃歌」 1922年（大正11年）1月刊行
- 流 「流星の道」掲載「絵巻のために 源氏物語」 1924年（大正13年）5月刊行
- 改 改造社版与謝野晶子全集所収「流星の道」掲載「絵巻のために 源氏物語」 1933年（昭和8年）10月
- 訳 新新訳源氏物語所収 1938年（昭和13年）10月から1939年（昭和14年）9月[58]
- 祝 新新訳源氏物語完成祝賀会印刷物「源氏物語礼讃」1939年（昭和14年）10月[59]
- 堺 堺市博物館蔵 歌巻「願地物語り礼讃」1939年（昭和14年）
翻刻は桐壺から末摘花までのみ
以下は与謝野晶子が直接には関わっていない。
- 角 角川文庫版「新新訳源氏物語」
- 河 河出書房「日本文学全集」2、3

なお、巻名の表記は版によって漢字・かなの違いなど多少異なっているものもある。
- 第01帖 桐壺
  - 逸 むらさきのかゞやく花と日の光おもひ合はではあらじとぞ思ふ
  - 天 むらさきのかゞやく花と日の光おもひ合はではあらじとぞ思ふ
  - 眠 むらさきのかゞやく花と日の光おもひ合はではあらじとぞ思ふ
  - 理 紫の輝く花と日の光おもひ合はではあらじぞと思ふ
  - 明 紫の輝く花と日の光おもひ合はではあらじぞと思ふ
  - 流 紫の輝く花と日の光おもひ合はではあらじぞと思ふ
  - 改 紫の輝く花と日のひかりおもひ合はではあらじぞと思ふ
  - 訳 紫のかがやく花と日の光思ひ合はざることわりもなし
  - 祝 紫のかがやく花と日の光思ひ合はざることわりもなし
  - 堺 紫のかゞやく花と日のひかりおもひ合はざることわりもなし
  - 角 紫のかがやく花と日の光思ひあはざることわりもなし[60]
  - 河 紫のかゞやく花と日の光思ひあはざることわりもなし[61]

- 第02帖 帚木
  - 逸 中川の皐月（）の水に人にたり語ればむせび寄ればわなゝく
  - 天 中川の皐月の水に人にたり語ればむせび寄ればわなゝく
  - 眠 中川の皐月の水に人にたり語ればむせび寄ればわなゝく
  - 理 中川の皐月の水に人似たり語ればむせび寄ればわななく
  - 明 中川（）の皐月の水に人似たり語ればむせび寄ればわななく
  - 流 中川（）の皐月の水に人似たり語ればむせび寄ればわななく
  - 改 中川（）の皐月の水に人似たり語ればむせび寄ればわななく
  - 訳 中川（）の皐月の水に人似たり語ればむせび寄ればわなゝく
  - 祝 中川の皐月の水に人似たり語ればむせび寄ればわななく
  - 堺 なか川の皐月の水に人似たり語ればむせび寄れバわななく
  - 角 中川の皐月（）の水に人似たりかたればむせびよればわななく[62]
  - 河 中川の皐月（）の水に人似たりかたればむせび寄ればわなゝく[63]

- 第03帖 空蝉
  - 逸 うつせみのわがうすごろも風流男（）になれてぬるやとあぢきなきころ
  - 天 うつせみのわがうす衣風流男に馴れてぬるやとあぢきなきころ
  - 眠 うつせみのわがうすごろもみやび男になれてぬるやとあぢきなきころ
  - 理 うつせみの我が薄ごろも風流男に馴れて寝るやとあぢきなき頃
  - 明 うつせみの我が薄ごろも風流男（）に馴れて寝（）るやとあぢきなき頃
  - 流 うつせみの我が薄ごろも風流男（）に馴れて寝（）るやとあぢきなき頃
  - 改 うつせみの我が薄ごろも風流男（）に馴れて寝（）るやとあぢきなき頃
  - 訳 うつせみのわがうすごろも風流男に馴れてぬるやとあぢきなきころ
  - 祝 うつせみの我が薄ごろも風流男（）に馴れて寝（）るやとあぢきなき頃
  - 堺 うつ蝉の我がうすごろも風流男に馴れて寝るやとあぢきなきころ
  - 角 うつせみのわがうすごろも風流男に馴（）れてぬるやとあぢきなきころ[64]
  - 河 うつせみのわがうすごろも風流男（）に馴れてぬるやとあぢきなきころ[65]

- 第04帖 夕顔
  - 逸 うきよるの悪夢とともになつかしきゆめもあとなく消えにけるかな
  - 天 うきよるの悪夢とゝもになつかしきゆめもあとなく消えにけるかな
  - 眠 うきよるの悪夢とゝもになつかしきゆめもあとなく消えにけるかな
  - 理 うき夜の悪夢とともになつかしき夢も跡なく消えにけるかな
  - 明 うき夜（）の悪夢とともになつかしき夢も跡なく消えにけるかな
  - 流 憂き夜（）の悪夢とともになつかしき夢も跡なく消えにけるかな
  - 改 憂き夜（）の悪夢とともになつかしき夢も跡なく消えにけるかな
  - 訳 憂き夜の悪夢と共になつかしきゆめもあとなく消えにけるかな
  - 祝 憂き夜半の悪夢とともになつかしき夢も跡なく消えにけるかな
  - 堺 憂き夜半の悪夢とゝもになつかしきゆめも跡なく消えにけるかな
  - 角 うき夜半（）の悪夢と共になつかしきゆめもあとなく消えにけるかな[66]
  - 河 うき夜半の悪夢と共になつかしきゆめもあとなく消えにけるかな[67]

- 第05帖 若紫
  - 逸 春の野のうらわか草に親みていとおほどかに恋もなりぬる
  - 天 春の野のうらわか草に親みていとおほどかに恋もなりぬる
  - 眠 春の野のうらわか草に親みていとおほどかに恋もなりぬる
  - 理 春の野のうらわか草に親みていとおほどかに恋もなりぬる
  - 明 春の野のうらわか草に親みていとおほどかに恋もなりぬる
  - 流 春の野のうらわか草に親みていとおほどかに恋もなりぬる
  - 改 春の野のうらわか草に親みていとおほどかに恋もなりぬる
  - 訳 春の野のうらわか草に親みていとおほどかに恋もなりぬる
  - 祝 春の野のうらわか草に親しみていとおほどかに恋もなりぬる
  - 堺 春の野のうらわか草に親しみていとおほどかに恋もなりぬる
  - 角 春の野のうらわか草に親しみていとおほどかに恋もなりぬる[68]
  - 河 春の野のうらわか草に親しみていとおほどかに恋もなりぬる[69]

- 第06帖 末摘花
  - 逸 皮ごろも上にきたれば我妹子（）はきくことの皆身に沁（）まぬらし
  - 天 皮ごろも上に着たれば我妹子はきくことの皆身にしまぬらし
  - 眠 皮ごろも上に着たれば我妹子はきくことの皆身にしまぬらし
  - 理 革ごろも上に着たれば我妹子は聞くことの皆身に沁まぬらし
  - 明 革ごろも上に着たれば我妹子（）は聞くことの皆身に沁まぬらし
  - 流 革ごろも上に着たれば我妹子（）は聞くことの皆身に沁まぬらし
  - 改 皮ごろも上に著たれば我妹子（）は聞くことの皆身に沁まぬらし
  - 訳 皮ごろも上に着たれば我妹子は聞くことの皆身に沁まぬらし
  - 祝 皮ごろも上に着たれば我妹子は聞くことの皆身に沁まぬらし
  - 堺 皮ごろも上に着たれば我妹子は聞くことの皆身に沁まぬらし
  - 角 皮ごろも上に着たれば我妹子（）は聞くことのみな身に沁（）まぬらし[70]
  - 河 皮ごろも上に着たれば我妹子（）は聞くことのみな身に沁（）まぬらし[71]

- 第07帖 紅葉賀
  - 逸 青海の波しづかなるさまを舞ふわかきこゝろは底に鳴れども
  - 天 青海の波しづかなるさまを舞ふわかき心は底に鳴れども
  - 眠 青海の波しづかなるさまを舞ふわかきこころは底に鳴れども
  - 理 青海（）の波しづかなるさまを舞ふ若き心は底に鳴れども
  - 明 青海（）の波しづかなるさまを舞ふ若き心は下（）に鳴れども
  - 流 青海（）の波しづかなるさまを舞ふ若き心は下（）に鳴れども
  - 改 青海（）の波しづかなるさまを舞ふ若き心はしたに鳴れども
  - 訳 青海の波しづかなるさまを舞ふ若きこゝろは下に鳴れども
  - 祝 青海の波しづかなるさまを舞ふ若き心はしたに鳴れども
  - 角 青海の波しづかなるさまを舞ふ若き心は下に鳴れども[72]
  - 河 青海の波しづかなるさまを舞ふ若き心は下に鳴れども[73]

- 第08帖 花宴
  - 逸 春の夜の靄に出たる月ならん手まくらかしぬわがかりぶしに
  - 天 春の夜のもやに酔ひたる月ならん手まくらかしぬわがかりぶしに
  - 眠 春の夜のもやによひたる月ならん手まくらかしぬわがかりぶしに
  - 理 春の夜の靄に酔ひたる月ならん手枕かしぬわが仮臥に
  - 明 春の夜の靄に酔ひたる月ならん手枕（）かしぬわが仮臥（）に
  - 流 春の夜の靄に酔ひたる月ならん手枕（）かしぬわが仮臥（）に
  - 改 春の夜の靄に酔ひたる月ならん手（）まくらかしぬわが仮臥（）に
  - 訳 春の夜のもやにゑひたる月ならん手枕かしぬ我が仮ぶしに
  - 祝 春の夜の靄に酔ひたる月ならん手まくらかしぬわが仮臥に
  - 角 春の夜のもやにそひたる月ならん手枕かしぬ我が仮ぶしに[74]
  - 河 春の夜のもやにそひたる月ならん手枕かしぬ我が仮ぶしに[75]

- 第09帖 葵
  - 逸 うらめしと人をめにおくこともこれ身のおとろへに外ならぬかな
  - 天 うらめしと人を目におくこともこれ身のおとろへに外ならぬかな
  - 眠 うらめしと人を目におくこともこれ身のおとろへに外ならぬかな
  - 理 恨めしと人を目におくことも是身の衰へに外ならぬかな
  - 明 恨めしと人を目におくことも是身の衰へに外ならぬかな
  - 流 恨めしと人を目におくことも是身の衰へに外ならぬかな
  - 改 恨めしと人を目におくことも是身の衰へに外ならぬかな
  - 訳 うらめしと人を目におくこともこれ身のおとろへにほかならずして
  - 祝 恨めしと人を目におくことも是れ身の衰へに外ならぬかな
  - 角 恨めしと人を目におくこともこそ身のおとろへにほかならぬかな[76]
  - 河 うらめしと人を目におくこともこそ身のおとろへに外ならぬかな[77]

- 第10帖 賢木・榊
  - 逸 いすゞ川神のさかひへのがれきぬおもひ上りし人の身のはて
  - 天 五十鈴川神のさかひにのがれきぬ思ひ上りし人の身のはて
  - 眠 いすゞ川神のさかひへのがれきぬおもひ上りし人の身のはて
  - 理 五十鈴川神のさかひに逃れきぬ思ひ上（）りし人の身のはて
  - 明 五十鈴川神のさかひへ逃れきぬ思ひ上（）りし人の身のはて
  - 流 五十鈴川神のさかひへ逃れきぬ思ひ上（）りし人の身のはて
  - 改 五十鈴川神のさかひへ逃れきぬ思ひ上がりし人の身のはて
  - 訳 五十鈴川神のさかひへのがれきぬおもひ上がりし人の身のはて
  - 祝 五十鈴川神のさかひへ逃れきぬ思ひ上がりし人の身のはて
  - 角 五十鈴（）川神のさかひへのがれきぬおもひあがりしひとの身のはて[78]
  - 河 五十鈴（）川神のさかひへのがれきぬおもひ上（）りしひとの身のはて[79]

- 第11帖 花散里
  - 逸 たちばなも恋のうれひもちりかへば香をなつかしみほとゝぎすなく
  - 天 たちばなも恋のうれひもちりかへば香をなつかしみほとゝぎすなく
  - 眠 たちばなも恋のうれひもちりかへば香をなつかしみほとゝぎすなく
  - 理 橘も恋の愁ひも散りかへば香をなつかしみ牡鵑（）鳴く
  - 明 橘も恋の愁ひも散りかへば香をなつかしみ牡鵑（）鳴く
  - 流 橘も恋の愁ひも散りかへば香をなつかしみ杜鵑（）鳴く
  - 改 橘も恋の愁ひも散りかへば香をなつかしみほととぎす鳴く
  - 訳 橘もこひの愁ひも散りかへば香をなつかしみほとゝぎす鳴く
  - 祝 橘も恋の愁ひも散りかへば香をなつかしみほととぎす鳴く
  - 角 橘（）も恋のうれひも散りかへば香（）をなつかしみほととぎす鳴く[80]
  - 河 橘（）もこひの愁（）ひも散りかへば香をなつかしみほとゝぎす鳴く[81]

- 第12帖 須磨
  - 逸 人こふる涙とわすれうら波にひかれゆくべき身とも思ひぬ
  - 天 人こふる涙とわすれうら波にひかれゆくべき身かとおもひぬ
  - 眠 人こふる涙とわすれうら波にひかれゆくべき身ともおもひぬ
  - 理 人恋ふる涙と忘れうら波に引かれ行くべき身とも思ひぬ
  - 明 人恋ふる涙と忘れ大海（）へ引かれ行くべき身かと思ひぬ
  - 流 人恋ふる涙と忘れ大海（）へ引かれ行くべき身かと思ひぬ
  - 改 人恋ふる涙と忘れ大海（）へ引かれ行くべき身かと思ひぬ
  - 訳 人恋ふる涙と忘れ大海へ引かれ行くべき身かと思ひぬ
  - 祝 人恋ふる涙と忘れ大海へ引かれ行くべき身かと思ひぬ
  - 角 人恋ふる涙をわすれ大海へ引かれ行くべき身かと思ひぬ[82]
  - 河 人恋ふる涙をわすれ大海へ引かれ行くべき身かと思ひぬ[83]

- 第13帖 明石
  - 逸 わりなくも別れがたしと白玉のなみだを流す琴の音かな
  - 天 わりなくも別れがたしとしら玉の涙を流す琴の絃かな
  - 眠 わりなくもわかれがたしとしら玉の涙をながす琴のおとかな
  - 理 わりなくも別れがたしと白玉の涙を流す琴のおとかな
  - 明 わりなくも別れがたしと白玉（）の涙を流す琴の絃かな
  - 流 わりなくも別れがたしと白玉（）の涙を流す琴の絃かな
  - 改 わりなくも別れがたしと白玉（）の涙を流す琴のいとかな
  - 訳 わりなくもわかれがたしとしら玉の涙を流す琴のいとかな
  - 祝 わりなくも別れがたしと白玉の涙を流す琴のいとかな
  - 角 わりなくもわかれがたしとしら玉の涙をながす琴のいとかな[84]
  - 河 わりなくもわかれがたしとしら玉の涙を流す琴のいとかな[85]

- 第14帖 澪標
  - 逸 身をつくし逢はんと祈るみてぐらもわれのみ神に奉るらん
  - 天 身をつくし逢はんと祈るみてぐらもわれのみ神に奉るらん
  - 眠 みをつくし逢はんと祈るみてぐらをわれのみ神に奉るらん
  - 理 みをつくし逢はんと祈るみてぐらをわれのみ神に奉るらん
  - 明 みをつくし逢はんと祈る御幣（）もわれのみ神に奉るらん
  - 流 みをつくし逢はんと祈る御幣（）もわれのみ神に奉るらん
  - 改 みをつくし逢はんと祈る御幣（）もわれのみ神に奉るらん
  - 訳 みをつくし逢はんと祈るみてぐらもわれのみ神に奉るらん
  - 祝 みをつくし逢はんと祈る御幣（）もわれのみ神に奉るらん
  - 角 みをつくし逢（）はんと祈るみてぐらもわれのみ神にたてまつるらん[86]
  - 河 みをつくし逢はんと祈るみてぐらもわれのみ神に奉（）るらん[87]

- 第15帖 蓬生
  - 逸 道もなきよもぎを分けて君ぞこし誰にもまさる身のこゝちする
  - 天 道もなき蓬を分けて君ぞこし誰にもまさる身のこゝちする
  - 眠 道もなきよもぎを分けて君ぞこし誰にもまさる身の心地する
  - 理 道もなき蓬を分けて君ぞ来し誰にも勝る身の心地する
  - 明 道もなき蓬を分けて君ぞ来（）し誰にも勝（）る身の心地する
  - 流 道もなき蓬を分けて君ぞ来（）し誰にも勝（）る身の心地する
  - 改 道もなき蓬を分けて君ぞ来（）し誰れにも勝る身のここちする
  - 訳 道もなき蓬を分けて君ぞこし誰れにもまさる身のこゝちする
  - 祝 道もなき蓬を分けて君ぞ来し誰れにも勝る身のここちする
  - 角 道もなき蓬（）をわけて君ぞこし誰（）にもまさる身のここちする[88]
  - 河 道もなき蓬（）を分（）けて君ぞこし誰にもまさる身のここちする[89]

- 第16帖 関屋
  - 逸 逢坂は関の清水もこひ人のあつき涙もながるゝところ
  - 天 逢坂は関の清水もこひ人のあつき涙もながるゝところ
  - 眠 逢坂は関の清水も恋人の熱き涙もながるゝところ
  - 理 逢坂は関の清水も恋人の熱き涙もながるるところ
  - 明 逢坂は関の清水も恋人の熱き涙もながるるところ
  - 流 逢坂は関の清水も恋人の熱き涙もながるるところ
  - 改 逢坂は関の清水も恋人の熱きなみだもながるるところ
  - 訳 逢坂は関の清水もこひ人の熱き涙もながるゝところ
  - 祝 逢坂は関の清水も恋人の熱きなみだもながるるところ
  - 角 逢坂（）は関の清水（）も恋人のあつき涙もながるるところ[90]
  - 河 逢坂（）はせきの清水もこひ人のあつき涙も流るゝところ[91]

- 第17帖 絵合
  - 逸 逢ひがたきいつきのみこと思ひにきさらにはるかになりゆくものを
  - 天 あひがたきいつきのみこと思ひにきさらにはるかになりゆくものを
  - 眠 逢ひがたきいつきのみことおもひにきさらにはるかになりゆくものを
  - 理 逢ひがたき齋の女王と思ひにき更にはるかになり行くものを
  - 明 逢ひがたき齋（）の女王（）と思ひにき更にはるかになり行くものを
  - 流 逢ひがたき齋（）の女王（）と思ひにき更にはるかになり行くものを
  - 改 逢ひがたき齋（）の女王（）と思ひにき更にはるかになり行くものを
  - 訳 あひがたきいつきの姫とおもひてきさらにはるかになりゆくものを
  - 祝 逢ひがたき齋（）の女王（）と思ひにき更にはるかになり行くものを
  - 角 あひがたきいつきのみことおもひてきさらに遥（）かになりゆくものを[92]
  - 河 会ひがたきいつきの姫（）とおもひてきさらにはるかになりゆくものを[93]

- 第18帖 松風
  - 逸 はしたなき松もかぜかな泣けば泣け小琴をとれば同じ音をひく
  - 天 はしたなき松もかぜかな泣けば泣く小琴をとれば同じ音をひく
  - 眠 はしたなき松もかぜかな泣けば泣く小琴をとれば同じねをひく
  - 理 はしたなき松の風かな泣けば泣く小琴をとれば同じ音を弾く
  - 明 あぢきなき松の風かな泣けば泣き小琴（）をとれば同じ音を弾く
  - 流 あぢきなき松の風かな泣けば泣き小琴（）をとれば同じ音を弾く
  - 改 あぢきなき松の風かな泣けば泣き小琴（）をとれば同じ音を弾く
  - 訳 あぢきなき松の風かな泣けばなき小琴をとればおなじ音を弾く
  - 祝 あぢきなき松の風かな泣けば泣き小琴をとれば同じ音を弾く
  - 角 あぢきなき松の風かな泣けばなき小琴をとればおなじ音を弾（）く[94]
  - 河 あぢきなき松の風かななけばなき小琴をとればおなじ音を弾く[95]

- 第19帖 薄雲
  - 逸 さくらちる春の夕（）のうすぐもの涙となりておつるこゝちに
  - 天 さくらちる春の夕のうすぐものなみだとなりておつる心地に
  - 眠 さくらちる春の夕のうす雲のなみだとなりておつる心地に
  - 理 桜ちる春の夕のうす雲の涙となりておつる心地に
  - 明 桜ちる春の夕のうす雲の涙となりておつる心地に
  - 流 桜ちる春の夕のうす雲の涙となりておつる心地に
  - 改 桜ちる春のゆふべのうす雲の涙となりておつる心地に
  - 訳 さくらちる春の夕のうすぐもの涙となりておつるこゝちに
  - 祝 桜ちる春のゆふべのうす雲の涙となりておつる心地に
  - 角 さくら散る春の夕（）のうすぐもの涙となりて落つる心地（）に[96]
  - 河 さくらちる春の夕のうすくもの涙となりておつるこゝちに[97]

- 第20帖 朝顔
  - 逸 自らをあるか無きかの朝がほに似るてふ人を忘れかねつも
  - 天 自らをあるか無きかの朝がほに似るてふ人を忘れかねつも
  - 眠 自らをあるか無きかの朝がほににるてふ人の忘らかねつも
  - 理 自らをあるか無きかの朝がほににるてふ人の忘らかねつも
  - 明 自らをあるか無きかの朝顔と云ひなす人の忘られぬかな
  - 流 自らをあるか無きかの朝顔と云ひなす人の忘られぬかな
  - 改 自らをあるか無きかの朝顔と云ひなす人の忘られぬかな
  - 訳 みづからはあるかなきかの朝がほと云ひなす人の忘られぬかな
  - 祝 自らをあるか無きかの朝顔と云ひなす人の忘られぬかな
  - 角 みづからはあるかなきかのあさがほと言ひなす人の忘られぬかな[98]
  - 河 みづからはあるかなきかの朝がほと言ひなす人の忘られぬかな[99]

- 第21帖 少女・乙女
  - 逸 列はずれ夜ぎりの中に雁ぞなく初恋をする少年の如
  - 天 むれはなれ霧の中にて雁ぞなく初恋をする少年のごと
  - 眠 つらはなれ夜ぎりの中に雁ぞなく初恋をする少年の如
  - 理 つらはなれ夜ぎりの中に雁ぞなく初恋をする少年の如
  - 明 雁鳴くや列（）を離れて唯だ一つ初恋をする少年の如
  - 流 雁鳴くや列（）を離れて唯だ一つ初恋をする少年の如
  - 改 雁鳴くや列（）をはなれて唯だ一つ初恋をする少年のごと
  - 訳 雁（）なくやつらをはなれてただ一（）つ初恋（）をする少年（）のごと
  - 祝 雁鳴くや列はなれて唯だ一つ初恋をする少年のごと
  - 角 雁（）なくやつらをはなれてただ一つ初恋をする少年のごと[100]
  - 河 雁（）なくやつらをはなれてただ一つ初恋をする少年のごと[101]

- 第22帖 玉鬘
  - 逸 火の国に生ひいでたればはづかしく頬の染ること多きわれかな
  - 天 火の国に生ひいでたればはづかしく頬のそまること多きわれかな
  - 眠 火の国に生ひいでたればはづかしくほのそまること多きわれかな
  - 理 火の国に生ひい出たればはづかしく頬の染ること多きわれかな
  - 明 火の国に生ひい出たれば云ふことの皆恥づかしく頬（）の染まるわれ
  - 流 火の国に生ひい出たれば云ふことの皆恥づかしく頬（）の染まるわれ
  - 改 火の国に生ひい出たれば云ふことの皆恥づかしく頬（）の染まるわれ
  - 訳 火（）のくににおひいでたれば云（）ふことの皆（）恥（）しく頬（）の染（）まるかな
  - 祝 火の国に生ひ出たれば云ふことの皆恥づかしく頬の染まるわれ
  - 角 火のくににおひいでたれば言ふことの皆恥づかしく頬（）の染まるかな[102]
  - 河 火のくににおひいでたれば言ふことの皆恥づかしく頬（）のそまるかな[103]

- 第23帖 初音
  - 逸 若やかにうぐひすぞなく初春の衣（）くばられし一人のやうに
  - 天 若やかにうぐひすぞなく初春の衣くばられし一人のやうに
  - 眠 若やかにうぐひすぞなく初春の衣くばられし一人のやうに
  - 理 若やかに鶯ぞ鳴く初春の衣配られし一人のやうに
  - 明 若やかに鶯ぞ鳴く初春の衣配（）られし一人（）のごとく
  - 流 若やかに鶯ぞ鳴く初春の衣配（）られし一人（）のごとく
  - 改 若やかにうぐひすぞ鳴く初春の衣配（）られし一人（）のごとく
  - 訳 若（）やかにうぐひすぞ啼（）く初春の衣（）くばられし一人（）のやうに
  - 祝 若やかにうぐひすぞ鳴く初春の衣配られし一人のごとく
  - 角 若やかにうぐひすぞ啼（）く初春の衣（）くばられし一人のやうに[104]
  - 河 若やかにうぐひすぞ啼（）く初春の衣（）くばられし一人のやうに[105]

- 第24帖 胡蝶
  - 逸 さかりなる御代（）の后に金の蝶しろがねの鳥花奉る
  - 天 さかりなる御代の后に金の蝶しろがねの鳥花奉る
  - 眠 さかりなる御代の后に金の蝶しろがねの鳥花奉る
  - 理 盛りなる御代の后に金の蝶しろがねの鳥花たてまつる
  - 明 盛りなる御代の后（）に金（）の蝶しろがねの鳥花たてまつる
  - 流 盛りなる御代の后（）に金（）の蝶しろがねの鳥花たてまつる
  - 改 盛りなる御代の后（）に金（）の蝶しろがねの鳥花たてまつる
  - 訳 盛（）りなる御代（）の后（）に金（）の蝶（）しろがねの鳥花（）奉（）る
  - 祝 盛りなる御代の后に金の蝶しろがねの鳥花たてまつる
  - 角 盛りなる御代（）の后（）に金の蝶（）しろがねの鳥花たてまつる[106]
  - 河 盛りなる御代（）の后（）に金の蝶（）しろがねの鳥花たてまつる[107]

- 第25帖 蛍
  - 逸 身にしみて物をおもへど夏の夜のほたるほのかに青ひきてとぶ
  - 天 身にしみて物をおもへど夏の夜のほたるほのかに青ひきてとぶ
  - 眠 身にしみてものを思へと夏の夜のほたるほのかに青ひきてとぶ
  - 理 身に沁みて物を思へど夏の夜の蛍ほのかに青引きて飛ぶ
  - 明 身に沁みて物を思へと夏の夜の蛍ほのかに青引きて飛ぶ
  - 流 身に沁みて物を思へと夏の夜の蛍ほのかに青引きて飛ぶ
  - 改 身に沁みて物を思へと夏の夜の蛍ほのかに青引きて飛ぶ
  - 訳 身（）にしみて物（）を思（）へと夏（）の夜（）の蛍（）ほのかに青引（）きてとぶ
  - 祝 身に沁みて物を思へと夏の夜の蛍ほのかに青引きて飛ぶ
  - 角 身にしみて物を思へと夏の夜の蛍ほのかに青引きてとぶ[108]
  - 河 身にしみて物を思へと夏の夜の蛍（）ほのかに青引きてとぶ[109]

- 第26帖 常夏
  - 逸 つゆおきてくれなゐいとゞ深けれどおもひわづらふなでしこの花
  - 天 露おきてくれなゐいとゞ深けれどおもひ煩ふなでしこの花
  - 眠 つゆおきてくれなゐいとゞふかけれどおもひわづらふなでしこの花
  - 理 露置きてくれなゐいとど深けれどおもひわづらふ撫子の花
  - 明 露置きてくれなゐいとど深けれど思ひ悩める撫子の花
  - 流 露置きてくれなゐいとど深けれど思ひ悩める撫子の花
  - 改 露置きてくれなゐいとど深けれど思ひ悩める撫子の花
  - 訳 露置（）きてくれなゐいとど深（）けれど思（）ひ悩（）める撫子（）の花（）
  - 祝 露おきてくれなゐいとど深けれど思ひなやめる撫子の花
  - 角 露置きてくれなゐいとど深けれどおもひ悩めるなでしこの花[110]
  - 河 露置きてくれなゐいとど深けれどおもひ悩めるなでしこの花[111]

- 第27帖 篝火
  - 逸 大きなるまゆみのもとにうつくしくかゞり火もえて涼かぜぞふく
  - 天 大きなるまゆみのもとにうつくしくかゞり火燃えて涼かぜぞ吹く
  - 眠 うつくしきかゞり火もえて大きなるまゆみのもとに涼かぜぞふく
  - 理 大きなる檀の下に美しく篝火（）燃えて涼かぜぞ吹く
  - 明 大きなる檀（）の下（）に美しく篝火（）燃えて涼かぜぞ吹く
  - 流 大きなる檀（）の下（）に美しく篝火（）もえて涼かぜぞ吹く
  - 改 おほきなる檀の下（）に美しく篝火（）もえて涼かぜぞ吹く
  - 訳 大（）きなるまゆみのもとに美（）しくかがり火（）もえて涼風（）ぞ吹（）く
  - 祝 おほきなる檀（）のもとに美しく篝火もえて涼かぜぞ吹く
  - 角 大きなるまゆみのもとに美しくかがり火もえて涼風ぞ吹く[112]
  - 河 大きなるまゆみのもとに美しくかがり火もえて涼風ぞ吹く[113]

- 第28帖 野分
  - 逸 けざやかにうつくしき人いますなり野分がのぶる絵巻の奥に
  - 天 けざやかにうつくしき人いますなり野分がのぶる絵巻のおくに
  - 眠 けざやかにうつくしき人いますなり野分がのぶる絵巻のおくに
  - 理 けざやかにうつくしき人いますなり野分がのぶる絵巻の奥に
  - 明 けざやかにめでたき人ぞいましたる野分が開（）くる絵巻の奥に
  - 流 けざやかにめでたき人ぞいましたる野分が開（）くる絵巻の奥に
  - 改 けざやかにめでたき人ぞいましたる野分が開（）くる絵巻の奥に
  - 訳 けざやかにめでたき人（）ぞ在（）ましたる野分（）が開（）くる絵巻（）のおくに
  - 祝 けざやかにめでたき人ぞいましたる野分が開くる絵巻の奥に
  - 角 けざやかにめでたき人ぞ在（）ましたる野分が開（）くる絵巻のおくに[114]
  - 河 けざやかにめでたき人ぞ在（）ましたる野分（）が開（）くる絵巻のおくに[115]

- 第29帖 行幸
  - 逸 雪ちるや日よりかしこくめでたさも上なき君の玉のおんこし
  - 天 雪ちるや日よりかしこくめでたさも上なき君の玉のおんこし
  - 眠 雪ちるや日よりかしこくめでたさも上なき君の玉のおんこし
  - 理 雪ちるや日より畏くめでたさも上なき君の玉のおん輿
  - 明 雪ちるや日より畏（）くめでたさも上（）なき君の玉のおん輿
  - 流 雪ちるや日より畏（）くめでたさも上（）なき君の玉のおん輿
  - 改 雪ちるや日より畏（）くめでたさも上（）なき君の玉のおん輿
  - 訳 雪（）ちるや日（）よりかしこくめでたさも上（）なき君（）の玉（）のおん輿（）
  - 祝 雪ちるや日より畏くめでたさも上なき君の玉のおん輿
  - 角 雪ちるや日よりかしこくめでたさも上なき君の玉のおん輿[116]
  - 河 雪ちるや日よりかしこくめでたさも上なき君の玉のおん輿（）[117]

- 第30帖 藤袴
  - 逸 あはれなる藤はかまをば見よといふ二人泣きたき心地覚えて
  - 天 あはれなる藤袴をば見よといふ二人泣きたき心地おぼえて
  - 眠 あはれなる藤はかまをば見よといふ二人泣きたき心地おぼえて
  - 理 むらさきの藤袴をば見よと云ふ二人泣きたき心地覚えて
  - 明 むらさきの藤袴をば見よと云ふ二人（）泣きたき心地覚えて
  - 流 むらさきの藤袴をば見よと云ふ二人（）泣きたき心地覚えて
  - 改 むらさきの藤袴をば見よと云ふ二人（）泣きたき心地覚えて
  - 訳 むらさきのふぢばかまをば見（）よと云（）ふ二人（）泣（）きたきここち覚（）えて
  - 祝 むらさきの藤袴をば見よと云ふ二人泣きたき心地おぼえて
  - 角 むらさきのふぢばかまをば見よといふ二人泣きたきここち覚えて[118]
  - 河 むらさきのふぢばかまをば見よと言ふ二人泣きたきここち覚えて[119]

- 第31帖 真木柱
  - 逸 こひしさもかなしきことも知らぬなり真木の柱にならまほしけれ
  - 天 こひしさもかなしきことも知らぬなり真木のはしらにならまほしけれ
  - 眠 恋しさも恋しきこともしらぬなり真木の柱にならまほしけれ
  - 理 恋しさも悲しきことも知らぬなり真木の柱にならまほしけれ
  - 明 恋しさも悲しきことも知らぬなり真木の柱にならまほしけれ
  - 流 恋しさも悲しきことも知らぬなり真木の柱にならまほしけれ
  - 改 恋しさも悲しきことも知らぬなり真木の柱にならまほしけれ
  - 訳 こひしさも悲（）しきことも知（）らぬなり真木（）の柱（）にならまほしけれ
  - 祝 恋しさも悲しきことも知らぬなり真木の柱にならまほしけれ
  - 角 こひしさも悲しきことも知らぬなり真木の柱にならまほしけれ[120]
  - 河 こひしさも悲しきことも知らぬなり真木の柱にならまほしけれ[121]

- 第32帖 梅枝
  - 逸 かぐはしき春新しく来りけり光源氏の御むすめのため
  - 天 かぐはしき春新しく来りけり光源氏のみむすめのため
  - 眠 かぐはしき春新しく来りけり光源氏のみむすめのため
  - 理 かぐはしき春新しく来りけり光源氏のみむすめのため
  - 明 天地に春新しく来りけり光源氏（）のみむすめのため
  - 流 天地に春新しく来りけり光源氏（）のみむすめのため
  - 改 天地に春あたらしく来りけり光源氏（）のみむすめのため
  - 訳 天地（）に春新（）しく来（）たりけり光源氏（）のみ女（）のため
  - 祝 天地に春あたらしく来りけり光源氏のみむすめのため
  - 角 天地（）に春新しく来たりけり光源氏のみむすめのため[122]
  - 河 天地（）に春新らしく来たりけり光源氏のみむすめのため[123]

- 第33帖 藤裏葉
  - 逸 藤ばなのもとの根ざしは知らねどもおもひぞかはす白と紫
  - 天 藤ばなのもとの根ざしは知らねども思ひかはせる白と紫
  - 眠 ふぢばなのもとのねざしはしらねどもおもひかはせる白と紫
  - 理 藤ばなのもとの根ざしは知らねども思ひかはせる白と紫
  - 明 藤ばなのもとの根ざしは知らねども思ひかはせる白と紫
  - 流 藤ばなのもとの根ざしは知らねども思ひかはせる白と紫
  - 改 藤ばなのもとの根ざしは知らねども思ひかはせる白と紫
  - 訳 ふぢばなのもとの根（）ざしは知（）らねども枝（）をかはせる白（）と紫（）
  - 祝 藤ばなのもとの根ざしは知らねども思ひかはせる白と紫
  - 角 ふぢばなのもとの根ざしは知らねども枝をかはせる白と紫[124]
  - 河 ふぢばなのもとの根ざしは知らねども枝をかはせる白と紫[125]

- 第34帖 若菜上
  - 逸 なみだこそ人をたのめばこぼれけれこゝろにまさりははかなかるらん
  - 天 涙こそ人をたのめどこぼれけれ心にまさりははかなかるらん
  - 眠 なみだこそ人をたのめばこぼれけれ心にまさりははかなかるらん
  - 理 涙こそ人を頼めどこぼれけれ心にまさりははかなかるらん
  - 明 涙こそ人を頼めどこぼれけれ心にまさりははかなかるらん
  - 流 涙こそ人を頼めどこぼれけれ心にまさりははかなかるらん
  - 改 涙こそ人を頼めどこぼれけれ心にまさりははかなかるらん
  - 訳 たちまちに知（）らぬ花（）さくおぼつかな天（）よりこしをうたがはねども
  - 祝 たちまちに知らぬ花さくおぼつかな天よりこしをうたがはねども
  - 角 たちまちに知らぬ花さくおぼつかな天（）よりこしをうたがはねども[126]
  - 河 たちまちに知らぬ花さくおぼつかな天（）よりこしをうたがはねども[127]

- 第35帖 若菜下
  - 逸 恋するは身をのろはんにひとしとぞのろはれなきし現世も後世も
  - 天 恋するは身をのろはんにひとしとぞのろはれなきしこの世も後世も
  - 眠 恋するは身をのろはんにひとしとぞのろはれなきしこの世も後世も
  - 理 恋するは身をのろはんにひとしとぞのろはれなきしこの世も後世も
  - 明 二ごころ誰先づもちて淋しくも悲しき世をば作り初めけん
  - 流 二ごころ誰先づもちて淋しくも悲しき世をば作り初めけん
  - 改 二ごころ誰れ先づもちて寂しくも悲しき世をば作り初めけん
  - 訳 二ごころ誰（）れ先（）づもちてさびしくも悲（）しき世（）をば作（）り初（）めけん
  - 祝 二ごころ誰れ先づもちて寂しくも悲しき世をば作り初めけん
  - 角 二ごころたれ先（）づもちてさびしくも悲しき世をば作り初（）めけん[128]
  - 河 二ごころたれ先づもちてさびしくも悲しき世をば作り初（）めけん[129]

- 第36帖 柏木
  - 逸 二ごころ誰先づもちて恋しくも淋しき夜をばつくりそめけん
  - 天 死ぬ日にも罪むくひど知るきはの涙に似ざる火のしづくおつ
  - 天 二ごころ誰先づもちて恋しくも淋しき夜をばつくり初めけん
  - 眠 死ぬ日にもつみむくいなどしるきはの涙に似ざる火のしづくおつ
  - 理 死ぬ日にも罪報など知る際の涙に似ざる火のしづく落つ
  - 明 死ぬ日にも罪報（）など知る際（）の涙に似ざる火のしづく落つ
  - 流 死ぬ日にも罪報（）など知る際（）の涙に似ざる火のしづく落つ
  - 改 死ぬる日にも罪報（）など知る際（）の涙に似ざる火のしづく落つ
  - 訳 死（）ぬる日（）を罪（）むくいなど云（）ふきはの涙（）に似（）ざる火（）のしづくおつ
  - 祝 死ぬる日にも罪報いなど云ふ際の涙に似ざる火のしづく落つ
  - 角 死ぬる日を罪むくいなど言ふきはの涙に似ざる火のしづくおつ[130]
  - 河 死ぬる日を罪むくいなど言ふきはの涙に似ざる火のしづくおつ[131]

- 第37帖 横笛
  - 逸 なき人の手なれの笛によりてこしゆめのゆくへの寒き秋の夜
  - 天 なき人の手なれの笛によりもこしゆめのゆくへのさむき夜末かな
  - 眠 なき人の手なれの笛によりもこしゆめのゆくへのさむき夜末かな
  - 理 亡き人の手馴の笛に寄りも来し夢のゆくへの寒き夜半かな
  - 明 亡き人の手馴（）の笛に寄りも来（）し夢のゆくへの寒き夜半かな
  - 流 亡き人の手馴（）の笛に寄りも来（）し夢のゆくへの寒き夜半かな
  - 改 亡き人の手馴（）の笛に寄りも来（）し夢のゆくへの寒き夜半かな
  - 訳 亡（）き人（）の手（）なれの笛（）に寄（）りもこし夢（）のゆくへの寒（）き夜半（）かな
  - (亡き人の手なれの笛に寄りもこし夢のゆくへの知らまほしけれ) 美濃部達吉夫人・多美子宛てに、直筆で色紙に書かれた。『開運!なんでも鑑定団』〈2024年10月22日放送分〉でi同作品が依頼品として登場。
  - 祝 亡き人の手馴の笛に寄りも来し夢のゆくへの寒き夜半かな
  - 角 亡（）き人の手なれの笛に寄りもこし夢のゆくへの寒き夜半（）かな[132]

- 第38帖 鈴虫
  - 逸 すゞ虫は釈迦牟尼仏（）の御弟子の君のためにと秋をきよむる
  - 天 鈴むしは釈迦牟尼仏の御弟子なる君がためにと秋をきよむる
  - 眠 すゞむしは釈迦牟尼仏の御弟子なる君がためにと秋を浄むる
  - 理 鈴むしは釈迦牟尼仏の御弟子の君のためにと秋を浄むる
  - 明 鈴むしは釈迦牟尼仏の御弟子（）の君のためにと秋を浄（）むる
  - 流 鈴むしは釈迦牟尼仏の御弟子（）の君のためにと秋を浄（）むる
  - 改 鈴むしは釈迦牟尼仏の御弟子（）の君のためにと秋を浄（）むる
  - 訳 すずむしは釈迦牟尼仏（）のおん弟子（）の君（）のためにと秋（）を浄（）むる
  - 祝 鈴むしは釈迦牟尼仏の御弟子の君のためにと秋を浄むる
  - 角 すずむしは釈迦牟尼仏（）のおん弟子（）の君のためにと秋を浄（）むる[133]

- 第39帖 夕霧
  - 逸 つまどより清き男のいづるころ後夜の阿闇梨（）のまう上るころ
  - 天 つまどより清き男のいづるころ後夜の阿闇梨のまう上るころ
  - 眠 つまどより清き男のいづるころ後夜の阿闇梨のまう上るころ
  - 理 つま戸より清き男の出づる頃後夜の阿闇梨のまうのぼる頃
  - 明 つま戸より清き男の出づる頃後夜（）の律師のまうのぼる頃
  - 流 つま戸より清き男の出づる頃後夜（）の律師のまうのぼる頃
  - 改 つま戸より清き男の出づる頃後夜（）の律師のまうのぼる頃
  - 訳 つま戸（）より清（）き男（）の出（）づるころ後夜（）の律師（）のまう上（）るころ
  - 祝 つま戸より清き男の出づる頃後夜の阿闇梨のまうのぼる頃
  - 角 つま戸より清き男の出（）づるころ後夜（）の律師のまう上るころ[134]

- 第39帖 夕霧二
  - 訳 帰（）りこし都（）の家（）に音無（）しの瀧（）はおちねど涙流（）るる
  - 角 帰りこし都の家に音無しの滝はおちねど涙流るる[135]

- 第40帖 御法
  - 逸 しづかなる真白き花と見ゆれどもともに死ぬまでかなしかりけり
  - 天 しづかにもましろき花と見ゆれどもともに死ぬまで悲しかりけり
  - 眠 しづかなる真白き花と見ゆれどもともに死ぬまでかなしかりけり
  - 理 しづかなる真白き花と見ゆれども共に死ぬまで悲しかりけり
  - 明 なほ春の真白き花と見ゆれども共に死ぬまで悲しかりけり
  - 流 なほ春の真白き花と見ゆれども共に死ぬまで悲しかりけり
  - 改 なほ春の真白き花と見ゆれども共に死ぬまで悲しかりけり
  - 訳 なほ春（）のましろき花（）と見（）ゆれどもともに死（）ぬまで悲（）しかりけり
  - 祝 なほ春のましろき花と見ゆれどもともに死ぬまで悲しかりけり
  - 角 なほ春のましろき花と見ゆれどもともに死ぬまで悲しかりけり[136]

- 第41帖 幻
  - 逸 大ぞらの日の光さへつくる日のやうやう近きこゝちこそすれ
  - 天 大空の日の光さへつきん日のやうやう近き心地こそすれ
  - 眠 大ぞらの日の光さへつきん日のやうやく近き心地こそすれ
  - 理 大空の日の光さへ尽きん日の漸く近き心地こそすれ
  - 明 大空の日の光さへ尽くる日の漸く近き心地こそすれ
  - 流 大空の日の光さへ尽くる日の漸く近き心地こそすれ
  - 改 大空の日のひかりさへ尽くる日のやうやく近き心地こそすれ
  - 訳 大空（）の日（）の光（）さへつくる世（）のやうやく近（）きここちこそすれ
  - 祝 大空の日のひかりさへ尽くる世のやうやく近きここちこそすれ
  - 角 大空の日の光さへつくる世のやうやく近きここちこそすれ[137]

- 雲隠
  - 訳 かきくらす涙（）か雲（）かしらねどもひかり見（）せねばかかぬ一章（）
  - 角 かきくらす涙か雲かしらねどもひかり見せねばかかぬ一章[138]

- 第42帖 匂宮
  - 逸 春の日のひかりの名残花ぞのに匂ひ薫るとおもほゆるかな
  - 天 春の日の光の名残花ぞのに匂ひ薫るとおもほゆるかな
  - 眠 春の日の光の名残花ぞのに匂ひ薫るとおもほゆるかな
  - 理 春の日の光の名残花園に匂ひ薫るとおもほゆるかな
  - 明 春の日の光の名残花園（）に匂ひ薫るとおもほゆるかな
  - 流 春の日の光の名残花園（）に匂ひ薫るとおもほゆるかな
  - 改 春の日の光の名ごり花園（）に匂ひ薫るとおもほゆるかな
  - 訳 春（）の日（）の光（）の名残（）花（）ぞのに匂（）ひ薫（）るとおもほゆるかな
  - 祝 春の日の光りの名残り花ぞのに匂ひ薫るとおもほゆるかな
  - 角 春の日の光の名残（）花ぞのに匂（）ひ薫（）ると思ほゆるかな[139]

- 第43帖 紅梅
  - 逸 うぐひすのこよやとばかり紅梅の花のあるじはのどやかにまつ
  - 天 うぐひすのこよやとばかり紅梅の花のあるじはのどやかにまつ
  - 眠 うぐひすのこよやとばかり紅梅の花のあるじはのどやかにまつ
  - 理 うぐひすの来よやとばかり紅梅の花のあるじはのどやかに待つ
  - 明 鶯も来よやとばかり紅梅の花のあるじはのどやかに待つ
  - 流 鶯も来よやとばかり紅梅の花のあるじはのどやかに待つ
  - 改 鶯も来よやとばかり紅梅の花のあるじはのどやかに待つ
  - 訳 うぐひすもとはばとへかし紅梅（）の花（）のあるじはのどやかに待（）つ
  - 祝 うぐひすもとはばとへかし紅梅の花のあるじはのどやかに待つ
  - 角 うぐひすも問はば問へかし紅梅の花のあるじはのどやかに待つ[140]

- 第44帖 竹河
  - 逸 姫達は常少女にて春ごとに花あらそひをくりかへせかし
  - 天 姫達は常少女にて春ごとに花あらそひをくりかへせかし
  - 眠 姫達は常少女にて春ごとに花あらそひをくりかへせかし
  - 理 姫達は常少女にて春ごとに花あらそひをくり返せかし
  - 明 姫達は常少女（）にて春ごとに花あらそひをくり返せかし
  - 流 姫達は常少女（）にて春ごとに花あらそひをくり返せかし
  - 改 姫達は常少女（）にて春ごとに花あらそひをくり返せかし
  - 訳 姫達（）は常少女（）にて春（）ごとに花（）あらそひをくり返（）せかし
  - 祝 姫達は常少女にて春ごとに花あらそひをくり返せかし
  - 角 姫たちは常少女（）にて春ごとに花あらそひをくり返せかし[141]

- 第45帖 橋姫
  - 逸 しめやかにこゝろのぬれぬ河ぎりの立ちまふ家はあはれなるかな
  - 天 しめやかに心のぬれぬ川ぎりの立ちまふ家はあはれなるかな
  - 眠 しめやかにこころのぬれぬ川ぎりの立ちまふ家はあはれなるかな
  - 理 しめやかに心の濡れぬ河霧の立ち舞ふ家はあはれなるかな
  - 明 しめやかに心の濡れぬ河霧の立ち舞ふ家はあはれなるかな
  - 流 しめやかに心の濡れぬ河霧の立ち舞ふ家はあはれなるかな
  - 改 しめやかに心の濡れぬ河霧の立ち舞ふ家はあはれなるかな
  - 訳 しめやかにこころの濡（）れぬ川霧（）の立（）ちまふ家（）はあはれなるかな
  - 祝 しめやかにこころの濡れぬ川霧の立ちまふ家はあはれなるかな
  - 角 しめやかにこころの濡（）れぬ川霧の立ちまふ家はあはれなるかな[142]

- 第46帖 椎本
  - 逸 有明の月涙よりましろけれかねの幽かに水わたる時
  - 天 有明の月涙より真白けれかねのかすかに水わたる時
  - 眠 春の川遊仙窟のあたりまでゆくやと船にものをとはまし
  - 理 春の川遊仙窟のあたりまでゆくやと船にものをとはまし
  - 明 暁（）の月涙のごとく真白けれ御寺（）の鐘の水わたる時
  - 流 暁（）の月涙のごとく真白けれ御寺（）の鐘の水わたる時
  - 改 暁（）の月涙のごとく真しろけれ御寺（）の鐘の水わたるとき
  - 訳 暁（）の月（）涙（）のごとくましろけれ御寺（）の鐘（）の水渡（）る時（）
  - 祝 朝の月涙のごとくましろけれ御寺の鐘の水渡る時
  - 角 朝の月涙のごとくましろけれ御寺（）の鐘の水渡る時[143]

- 第47帖 総角
  - 逸 心をば火のおもひにてやかましとおもひき身をばけぶりとぞする
  - 天 心をば火のおもひにて焼かましと思ひき身をば煙にぞする
  - 眠 こころをば火のおもひにてやかましと思ひき身をばけぶりにぞする
  - 理 心をば火の思ひもて焼かましと思ひき身をば煙にぞする
  - 明 心をば火の思ひもて焼かましと思ひき身をば煙にぞする
  - 流 心をば火の思ひもて焼かましと思ひき身をば煙にぞする
  - 改 心をば火の思ひもて焼かましと思ひき身をば煙にぞする
  - 訳 心（）をば火（）の思（）ひもて焼（）かましと思（）ひき身（）をば煙（）にぞする
  - 祝 心をば火の思ひもて焼かましと願ひき身をば煙にぞする
  - 角 心をば火の思ひもて焼かましと願ひき身をば煙にぞする[144]

- 第48帖 早蕨
  - 逸 さはらびの歌を法師す君のことよきことばをばしらぬめでたさ
  - 天 さはらびの歌を法師す君のことよきことばをば知らぬめでたさ
  - 眠 さはらびの歌を法師す君の如よきことばをばしらぬめでたさ
  - 理 早蕨の歌を法師す君のごとよき言葉をば知らぬめでたさ
  - 明 早蕨（）の歌を法師す君のごとよき言葉をば知らぬめでたさ
  - 流 早蕨（）の歌を法師す君のごとよき言葉をば知らぬめでたさ
  - 改 早蕨（）の歌を法師す君のごとよき言葉をば知らぬめでたさ
  - 訳 早蕨（）の歌（）を法師（）す君（）に似（）ずよき言葉（）をば知（）らぬめでたさ
  - 祝 早蕨の歌を法師す君に似ずよき言葉をば知らぬめでたさ
  - 角 早蕨（）の歌を法師す君に似ずよき言葉をば知らぬめでたさ[145]

- 第49帖 宿木
  - 逸 おふけなく大御むすめをいにしへの人に似よとも祈りけるかな
  - 天 なき人のかたみと見てもなぐさまぬ君をばなぞや今日も見にゆく
  - 眠 おふけなく大みむすめをいにしへの人に似よとも祈りけるかな
  - 理 おふけなき大みむすめを古の人に似よとも思ひけるかな
  - 明 おふけなき大（）みむすめを古の人に似よとも思ひけるかな
  - 流 おふけなき大（）みむすめを古の人に似よとも思ひけるかな
  - 改 おふけなく大（）みむすめを古の人に似よとも思ひけるかな
  - 訳 あふけなく大御（）むすめをいにしへの人（）に似（）よとも思（）ひけるかな
  - 祝 あふけなく大御むすめをいにしへの人に似よとも思ひけるかな
  - 角 あふけなく大御（）むすめをいにしへの人に似よとも思ひけるかな[146]

- 第50帖 東屋
  - 逸 朝ぎりの中を来たればわが袖に君がはなだの色うつりけり
  - 天 朝ぎりの中をきたればわが袖に君がはなだの色うつりけり
  - 眠 朝ぎりの中をきつればわが袖に君がはなだの色うつりけり
  - 理 朝霧の中を来たればわが袖に君がはなだの色うつりけり
  - 明 朝霧の中（）を来つればわが袖に君がはなだの色うつりけり
  - 流 朝霧の中（）を来つればわが袖に君がはなだの色うつりけり
  - 改 朝霧の中（）を来つればわが袖に君がはなだの色うつりけり
  - 訳 ありし世（）の霧（）来（）て袖（）を濡（）らしけりわりなけれども宇治（）近（）づけば
  - 祝 ありし世の霧来て袖を濡らしけりわりなけれども宇治近づけば
  - 角 ありし世の霧来て袖を濡（）らしけりわりなけれども宇治近づけば[147]

- 第51帖 浮舟
  - 逸 おぼつかに危きものとつねに見し小舟の上に自らをおく
  - 天 二かたに心のよりてよりがたくまさなき恋と淋しき恋と
  - 眠 かねてより危きものとおもひつる小舟の上に自らをおく
  - 理 何よりも危きものとながめて小舟の中に自らを置く
  - 明 何よりも危きものとかねて見し小舟（）の中に自らを置く
  - 流 何よりも危きものとかねて見し小舟（）の中に自らを置く
  - 改 何よりも危きものとかねて見し小舟（）の中にみづからを置く
  - 訳 何（）よりも危（）きものとかねて見（）し小舟（）の中（）に自（）らを置（）く
  - 祝 何よりも危きものとかねて見し小舟の中に自らを置く
  - 角 何よりも危ふきものとかねて見し小舟の中にみづからを置く[148]

- 第52帖 蜻蛉
  - 逸 ひと時は目に見しものをかげろふのあるかなきかをしらぬはかなき
  - 天 ひとゝきは目に見しものをかげろふのありやなしやを知らぬはかなさ
  - 眠 ひとゝきはめに見しものをかげろふのあるかなきかをしらぬはかなき
  - 理 一時は目に見しものを蜻蛉のあるかなきかを知らぬ果敢なさ
  - 明 一時（）は目に見しものを蜻蛉（）のあるかなきかを知らぬ果敢なさ
  - 流 一時（）は目に見しものを蜻蛉（）のあるかなきかを知らぬ果敢なさ
  - 改 ひと時は目に見しものを蜻蛉（）のあるかなきかを知らぬ果敢なさ
  - 訳 ひと時（）は目（）に見（）しものをかげろふのあるかなきかを知（）らぬはかなき
  - 祝 ひと時は目に見しものをかげろふのあるかなきかを知らぬはかなき
  - 角 ひと時は目に見しものをかげろふのあるかなきかを知らぬはかなき[149]

- 第53帖 手習
  - 逸 さめがたかゆめのつゞきにあなかしこ法（）の御山に程近く居る
  - 天 さめがたかゆめのつゞきかあなかしこ法の御山に程近く居る
  - 眠 さめがたかゆめのつゞきかあなかしこ法の御山に程近く居る
  - 理 覚めがたか夢のつゞきかあなかしこ法の御山に程近く居る
  - 明 覚めがたか夢の半（）かあなかしこ法（）の御山（）に程近く居（）る
  - 流 覚めがたか夢の半（）かあなかしこ法（）の御山（）に程近く居（）る
  - 改 覚めがたか夢の半（）かあなかしこ法（）の御山（）に程近くゐる
  - 訳 ほど近（）き法（）の御山（）をたのみたる女郎花（）かと見（）ゆるなりけれ
  - 祝 ほど近き法の御山をたのみたる女郎花かと見ゆるなりけれ
  - 角 ほど近き法（）の御山（）をたのみたる女郎花（）かと見ゆるなりけれ[150]

- 第54帖 夢浮橋
  - 逸 ほたるだにそれのよそへてながめつれ君がくるまの灯の渡りゆく
  - 天 ほたるだにそれのよそへてながめつれ君がくるまの灯の渡りゆく
  - 眠 ほたるだにそれのよそへてながめつれ君がくるまの灯の渡りゆく
  - 理 蛍だにそれとよそへて眺めつれ君が車の灯の渡りゆく
  - 明 蛍だにそれのよそへて眺めつれ君が車の灯の過ぎてゆく
  - 流 蛍だにそれのよそへて眺めつれ君が車の灯の過ぎてゆく
  - 改 蛍だにそれのよそへて眺めつれ君が車の灯の過ぎてゆく
  - 訳 明（）けくれに昔（）こひしきこころもて生（）くる世（）もはたゆめのうきはし
  - 祝 明けくれに昔こひしきこころもて生くる世もはたゆめのうきはし
  - 角 明けくれに昔こひしきこころもて生くる世もはたゆめのうきはし[151]